# Tami Stronach

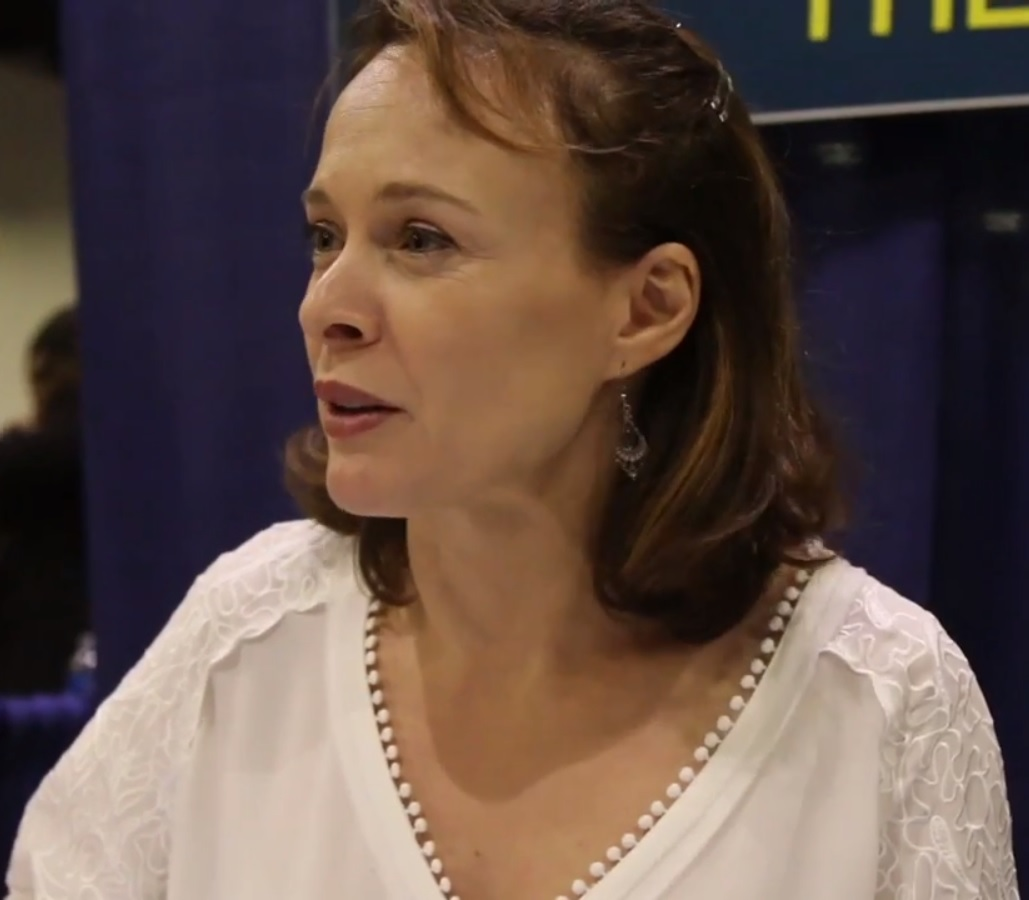
Tami Stronach, 2016

Tamara „Tami“ Stronach (* 31. Juli 1972 in Teheran, Iran) ist eine US-amerikanische Tänzerin und Filmschauspielerin. Bekanntheit erlangte sie vor allem durch ihre Rolle als Kindliche Kaiserin im Fantasyfilm Die unendliche Geschichte (1984).

## Leben

### Herkunft und Privatleben
Tami Stronach wurde als zweite Tochter des britischen Vorderasiatischen Archäologen David Stronach (1931–2020) und der israelischen Archäologin Ruth Stronach, geborene Vaadia (1937–2017), in Teheran geboren. Ihre Eltern waren an archäologischen Ausgrabungen von Stätten des antiken Perserreichs beteiligt. Die Familie ging 1978 wegen der Islamischen Revolution nach Israel und anschließend in die USA, wo ihr Vater Professor an der University of California, Berkeley wurde.
Seit April 2010 ist Stronach mit dem Schauspieler Greg Steinbruner verheiratet. 2011 wurde sie Mutter einer Tochter.

### Karriere
Tami Stronach spielte 1984 im Fantasyfilm Die unendliche Geschichte von Regisseur Wolfgang Petersen die Rolle der Kindlichen Kaiserin. Für diese Darstellung gewann sie 1984 den Bravo Otto als beste Schauspielerin und wurde 1985 für den Young Artist Award nominiert. Mit einer von Ralph Siegel produzierten Single namens Fairy Queen versuchte sie sich als Sängerin.
Trotz des Erfolgs als Schauspielerin erlaubten ihr ihre Eltern nicht, mit der Schauspielerei fortzufahren, da sie befürchteten, ihre Tochter könnte durch den frühen Ruhm ähnliche Probleme entwickeln wie viele der bekannten Kinderstars. Sie wurde stattdessen Tänzerin und tourte ab 1996 mit der Neta Dance Company durch Europa, Israel und die USA.
Im Jahr 2000 gründete Stronach ihr Tanzstudio Tami Stronach Dance in New York. Heute arbeitet sie als Tanzlehrerin, Choreografin und Yogalehrerin.

## Filmografie
- 1984: Die unendliche Geschichte
- 2008: Fredy a Zlatovláska (Fernsehfilm)
- 2017: 365Flicks Podcast (Fernsehserie)
- 2017: Poslední z Aporveru
- 2018: Ultra Low